# La riva dei bruti (film 1935)
La riva dei bruti (Frisco Kid) è un film del 1935 diretto da Lloyd Bacon.
È il terzo film di Margaret Lindsay in coppia con James Cagney.

## Trama
A metà Ottocento, a San Francisco, gli uomini di Spider Burke cercano di imbarcare a forza un marinaio su una nave, uno dei metodi più usati all'epoca per completare gli equipaggi. L'uomo, però, reagisce malamente al tentativo di rapimento e riesce a buttare in mare il suo aggressore. Il marinaio è Bat Morgan, un giovane deciso e baldanzoso, che prende in gestione il saloon di Paul Morra sulla Costa dei barbari. Lì, Bat affronta Shanghai Duck, a capo della banda che provvede al rapimento dei marinai per le navi dirette in Cina e, durante la lotta, lo uccide. Con lui si congratula Charles Ford, il direttore del giornale locale, che ha assistito al combattimento ed è stato testimone dei metodi di lotta sleali di Duck.
Impressionato da Bat, Paul Morra gli offre un lavoro. Bat, appoggiato da James Daley, un ambizioso uomo politico, si mette a capo della Costa dei barbari i cui abitanti vogliono opporsi ai tentativi di Charles Ford, il giornalista, per ripulire dal vizio la zona. Ma Daley, infastidito da Ford, progetta di farlo fuori. Jean Barrat, la proprietaria del giornale, chiede allora aiuto a Bat di cui è innamorata. Anche lui la ricambia, ma i due sono divisi dalla loro diversa concezione della vita.
Uno dei maggiorenti locali, il giudice Crawford, per cercare di distogliere gli abitanti della città dal frequentare la Costa malfamata, ingaggia una compagnia lirica che deve mettere in scena uno spettacolo d'opera. Presto, però, scoppia la tragedia quando, vicino al teatro, Morra uccide il giudice che, incontrandolo lì, lo insulta. Anche Ford finirà ucciso da Daley. Jean, allora, indignata per gli omicidi, scatena una violenta campagna di stampa chiedendo di organizzare dei vigilantes contro i delinquenti della Costa. I vigilantes catturano Daley e Morra, che vengono impiccati, poi si mettono a bruciare gli edifici del quartiere, prendendo anche Bat al quale la folla vorrebbe far fare la stessa fine dei suoi compari. L'uomo sarà salvato da Jean che, con toccanti parole, riesce a commuovere i presenti. Viene poi affidato alla donna che, da quel momento, dovrà prendersi cura di lui.

## Produzione
Il film fu prodotto dalla Warner Bros. e venne girato nei Warner Brothers Burbank Studios a Burbank.

## Distribuzione
Distribuito dalla Warner Bros. e dalla The Vitaphone Corp., il film uscì nelle sale cinematografiche statunitensi il 30 novembre 1935. Nel 1936 venne distribuito in Italia, uscendo anche in Messico il 2 aprile, in Finlandia il 9 agosto, in Svezia il 16 settembre e in Danimarca il 28 settembre. Nel 1937, uscì - con il titolo Frisco, die Stadt ohne Gesetz - in Austria, mentre in Portogallo venne distribuito solo il 27 novembre 1940.